# ГЕС Kiğı
ГЕС Kiğı — гідроелектростанція на південному сході Туреччини. Знаходячись перед ГЕС Yedisu (23 МВт), становить верхній ступінь каскаду на річці Peri Suyu Çayı, лівій притоці Мунзур-Чай, яка в свою чергу є правою притокою Мурату (лівий витік Євфрату).
У 1997—2003 роках річку перекрили кам'яно-накидною греблею висотою 175 метрів (від фундаменту, висота від дна річки — 150 метрів) та довжиною 585 метрів, яка потребувала 23 млн м3 матеріалу (крім того, в процесі будівництва комплексу здійснили екскавацію 49,4 млн м3 породи та використали 1,1 млн м3 бетону). На час будівництва воду відвели за допомогою двох тунелів довжиною 1,3 км та 1,4 км з діаметрами по 5,5 метра. Гребля утримує водосховище з площею поверхні 8,4 км2 та об'ємом 1200 млн м3 (корисний об'єм 508 млн м3), в якому припустиме коливання рівня у операційному режимі між позначками 1307 та 1365 метрів НРМ.
Зі сховища через правобережний масив прокладено дериваційний тунель довжиною 8,4 км з діаметром від 5 до 6 метрів. Він подає ресурс до розташованого на березі річки наземного машинного залу, який ввели в експлуатацію дещо пізніше від греблі — у 2017-му. Тут встановили три турбіни типу Френсіс потужністю по 46,6 МВт, які повинні забезпечувати виробництво 450 млн кВт-год електроенергії на рік.